# 이만유 장군 유물
이만유 장군 유물(李萬宥 將軍 遺物)은 대한민국 충청남도 당진시 신평면에 있는 유물이다. 1978년 12월 30일 충청남도의 유형문화재 제84호로 지정되었다.

## 개요
조선시대 무신인 이만유 장군의 유물 9점으로, 광무 3년(1899년)에 지어진 장군의 사당인 한원사에 보관되어 있다.
이만유(1684~1750)의 본관은 한산이고, 자는 숙함, 호는 사상당이다. 목은 이색의 15대손으로 숙종 10면(1684년) 홍주에서 태어났다. 1719년 무과에 급제하여 관직의 길에 들어섰다. 영조 4년(1728년)에 이인좌의 난이 일어나 당시 병조판서였던 오명항이 도순무사에 임명되어 반란군을 평정할 적에 이만유는 오명항의 부장으로 큰 전공을 세웠다. 이 공으로 분무공신 2등에 책봉되고 한원군에 봉해졌다. 이후 낙안군수·삭주부사를 거쳐 1748년에는 경상도좌수사에 임명되었다. 1750년 근무지에서 향년 67세로 죽었다. 이에 조정에서는 종1품인 숭정대부 판돈녕부사겸판의금부사 오위도총부도총관의 증직을 내렸다.
이만유 장군의 유물은 직접 사용하던 것으로 전해지는 장검 1점과 화살통 1점, 교지 1매, 영정첩 및 영정 3점, 기타 3점 총 9점이 전해진다. 장검은 손잡이 끈에 무늬가 있고 칼집은 나무로 되어 있으며, 그 위에 고리가 달려 있다. 교지는 이만유장군이 죽은 후 내려진 증직교지이다. 영정 3점 가운데 소본 1점은 좌안8분면의 반신상이다. 오사모에 갈매색 포를 입었다. 가슴에는 해태 문양의 흉배가 허리에는 학정대를 차고 있어 당시 품계가 무관 종2품임을 알 수 있다. 이는 영조 4년(1728년) 가선편비로서 도순무사를 따라 충정하였을 때의 직위이다. 따라서 소본은 분무공신 책봉 후 충훈부에서 하사한 공신상인 듯하다.

## 참고 자료
- 이만유장군유물 - 국가유산청 국가유산포털